# Джарратт (Вірджинія)
Джарратт (англ. Jarratt) — місто (англ. town) в США, в округах Грінсвілл і Сассекс штату Вірджинія. Населення — 652 особи (2020).

## Географія
Джарратт розташований за координатами 36°48′58″ пн. ш. 77°28′8″ зх. д. / 36.81611° пн. ш. 77.46889° зх. д. (36.815991, -77.468911).  За даними Бюро перепису населення США в 2010 році місто мало площу 3,26 км², уся площа — суходіл.

## Демографія
Згідно з переписом 2010 року, у місті мешкало 638 осіб у 271 домогосподарстві у складі 176 родин. Густота населення становила 196 осіб/км².  Було 304 помешкання (93/км²).
Расовий склад населення:
| - 50,2 % — чорних або афроамериканців - 47,5 % — білих - 0,8 % — корінних американців |

До двох чи більше рас належало 0,9 %. Частка іспаномовних становила 2,2 % від усіх жителів.
За віковим діапазоном населення розподілялося таким чином: 23,2 % — особи молодші 18 років, 59,6 % — особи у віці 18—64 років, 17,2 % — особи у віці 65 років та старші. Медіана віку мешканця становила 41,6 року. На 100 осіб жіночої статі у місті припадало 83,3 чоловіків;  на 100 жінок у віці від 18 років та старших — 75,6 чоловіків також старших 18 років.
Середній дохід на одне домашнє господарство  становив 49 382 долари США (медіана — 42 500), а середній дохід на одну сім'ю — 59 515 доларів (медіана — 54 821). Медіана доходів становила 44 643 долари для чоловіків та 29 960 доларів для жінок. За межею бідності перебувало 6,2 % осіб, у тому числі 8,2 % дітей у віці до 18 років та 4,4 % осіб у віці 65 років та старших.
Цивільне працевлаштоване населення становило 243 особи. Основні галузі зайнятості: транспорт — 18,5 %, освіта, охорона здоров'я та соціальна допомога — 17,3 %, виробництво — 13,6 %, роздрібна торгівля — 12,8 %.